# Manhattan Tower

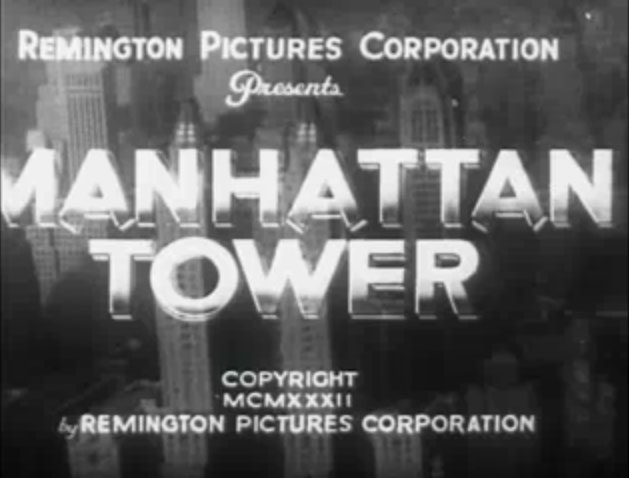
Générique du film.

Manhattan Tower est un film américain pré-Code réalisé par Frank R. Strayer et sorti en 1932. L'action se déroule en une seule journée dans l'Empire State Building.

## Synopsis
Mary Harper et Jimmy Duncan travaillent tous deux à l'Empire State Building, lui comme ingénieur, elle comme secrétaire. Ils aimeraient se marier et acheter une maison qu’ils ont vue dans une annonce du hall de l’immeuble, mais ils ont besoin d’argent.
Mary demande conseil à son patron, coureur de jupons, et il la persuade de lui donner toutes ses économies pour investir. À son insu, le patron a spéculé sur le marché des matières premières et a perdu non seulement son argent et celui de sa riche épouse, mais aussi une partie des fonds de l'entreprise. Sa femme aimerait divorcer en douce pour épouser son ami politicien, mais le mari lui demande de l'argent pour éviter un scandale. Lorsque Mary change d'avis et demande le remboursement de ses économies, son patron refuse et la maltraite. Cela provoque un conflit entre Jimmy et le patron de Mary, et ils se battent. Pendant ce temps, l'homme politique et un honnête comptable de l'entreprise, qui a découvert les méfaits de son supérieur mais a gardé le silence, craignant de perdre son emploi, décident d'affronter le patron de Mary. Pendant le combat, il prend une arme dans un tiroir et les menace tous. Il trébuche et tombe par une fenêtre. Les témoins décident de déclarer qu'il s'agit d'un suicide et de continuer leur vie comme avant.

## Fiche technique
- Réalisation : Frank R. Strayer
- Scénario : Norman Houston
- Producteur exécutif : Larry Darmour
- Producteur : A.E. Lefcourt
- Photographie : Ira H. Morgan
- Montage : Harry Reynolds
- Genre : Drame[2]
- Production : Remington Pictures
- Durée : 67 minutes
- Date de sortie :
  - États-Unis : 1er décembre 1932

## Distribution
- Mary Brian : Mary Harper
- Irene Rich : Ann Burns
- James Hall : Jimmy Duncan
- Hale Hamilton : David Witman
- Noel Francis : Marge Lyon
- Nydia Westman : Miss Wood
- Clay Clement : Kenneth Burns
- Billy Dooley : Crane Eaton
- Jed Prouty : Mr. Hoyt
- Wade Boteler : Mr. Ramsay

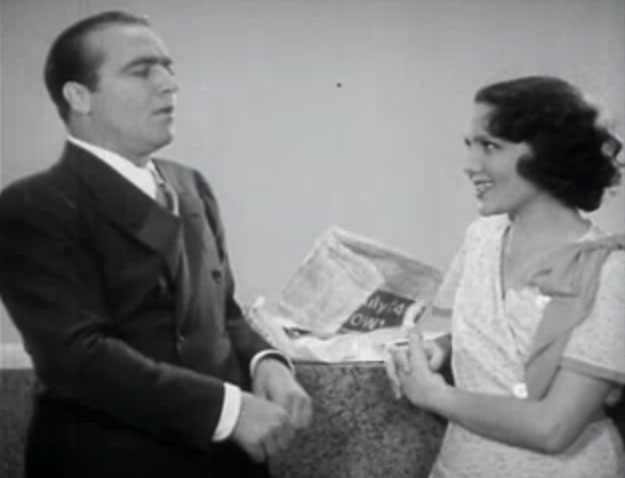
James Hall et Mary Brian dans une scène du film.

- Walter Brennan : Mechanic (non crédité)